# Sergio Cirio
Sergio Cirio Olivares (Barcellona, 9 marzo 1985) è un ex calciatore spagnolo, di ruolo attaccante.

## Carriera
Sergio Cirio comincia nelle giovanili del Barcellona, per poi continuare in quelle del Badalona. Gioca per molti anni nelle serie minori spagnole con diverse squadre, tra le quali Maiorca B, Europa, Orihuela ed Hospitalet dove trova spazio con maggiore regolarità collezionando in tre anni 104 presenze e 37 reti. Nel 2007 passa in Grecia, all'Atromitos, con la quale retrocederà a fine stagione e finirà la sua esperienza greca. L'8 luglio 2013 lascia l'Hospitalet e firma con l'Adelaide United, squadra australiana che milita nell'A-League, la massima serie australiana. Segna la prima rete il 18 ottobre contro il Melbourne Victory, in una partita terminata con un pareggio per 2-2.

## Palmarès

### Club

#### Competizioni nazionali
- FFA Cup: 1

Adelaide United: 2014
- Premier's Plate: 1

Adelaide Utd: 2015-2016
- Campionato australiano: 1

Adelaide Utd: 2015-2016

### Individuale
- Capocannoniere della FFA Cup: 1

2014 (6 reti)